# International Champions Cup de 2019
A International Champions Cup de 2019 é um torneio amistoso de futebol que está sendo disputado por 12 equipes, sendo três da Premier League: Arsenal, Manchester United e Tottenham, dois da La Liga: Atlético de Madrid e Real Madrid, quatro da Serie A: Internazionale, Juventus, Milan, Fiorentina, um da Bundesliga: Bayern de Munique , um da Liga MX: Chivas Guadalajara e um da Primeira Liga: Benfica. 
O vencedor da edição de 2019 foi o Benfica, após 3 vitórias contra Chivas Guadalajara, Fiorentina e Milan, vencendo assim pela primeira vez a competição. 

## Participantes
Um total de 12 equipes participarão do torneio. Os participantes foram anunciados em 26 de março de 2019. 
| País       | Clube              | Cidade      | Liga           |
| ---------- | ------------------ | ----------- | -------------- |
| Inglaterra | Arsenal            | Londres     | Premier League |
| Inglaterra | Tottenham          | Londres     | Premier League |
| Inglaterra | Manchester United  | Manchester  | Premier League |
| Alemanha   | Bayern de Munique  | Munique     | Bundesliga     |
| Itália     | Internazionale     | Milan       | Serie A        |
| Itália     | Juventus           | Turim       | Serie A        |
| Itália     | Milan              | Milan       | Serie A        |
| Itália     | Roma               | Roma        | Serie A        |
| México     | Chivas Guadalajara | Guadalajara | Liga MX        |
| Portugal   | Benfica            | Lisboa      | Primeira Liga  |
| Espanha    | Atlético de Madrid | Madrid      | La Liga        |
| Espanha    | Real Madrid        | Madrid      | La Liga        |

## Sedes
Os 16 locais foram anunciados em 26 de março de 2019.  Destes, 11 estão nos Estados Unidos, 3 na Europa , 1 em Singapura e 1 na China.
| East Rutherford (Nova Jérsei area) | Landover (Maryland area)                                                                                       | Kansas City | Charlotte (Carolina do Norte area)                                                                             | Houston (Texas area)                                                                                           |
| ---------------------------------- | --- | --- | --- | --- |
| MetLife Stadium                    | FedExField | Children's Mercy Park                                                                                          | Bank of America Stadium                                                                                        | NRG Stadium |
| Capacidade: 82 500                 | Capacidade: 82 000                                                                                             | Capacidade: 18 467                                                                                             | Capacidade: 75 525                                                                                             | Capacidade: 71 795                                                                                             |
|                                    | | | | |
| Santa Clara (Califórnia area)      | Arlington Boston Carson Charlotte East Rutherford Harrison Landover Houston Bridgeview Kansas City Santa Clara | Arlington Boston Carson Charlotte East Rutherford Harrison Landover Houston Bridgeview Kansas City Santa Clara | Arlington Boston Carson Charlotte East Rutherford Harrison Landover Houston Bridgeview Kansas City Santa Clara | Arlington Boston Carson Charlotte East Rutherford Harrison Landover Houston Bridgeview Kansas City Santa Clara |
| Levi's Stadium                     | Arlington Boston Carson Charlotte East Rutherford Harrison Landover Houston Bridgeview Kansas City Santa Clara | Arlington Boston Carson Charlotte East Rutherford Harrison Landover Houston Bridgeview Kansas City Santa Clara | Arlington Boston Carson Charlotte East Rutherford Harrison Landover Houston Bridgeview Kansas City Santa Clara | Arlington Boston Carson Charlotte East Rutherford Harrison Landover Houston Bridgeview Kansas City Santa Clara |
| Capacidade: 68 500                 | Arlington Boston Carson Charlotte East Rutherford Harrison Landover Houston Bridgeview Kansas City Santa Clara | Arlington Boston Carson Charlotte East Rutherford Harrison Landover Houston Bridgeview Kansas City Santa Clara | Arlington Boston Carson Charlotte East Rutherford Harrison Landover Houston Bridgeview Kansas City Santa Clara | Arlington Boston Carson Charlotte East Rutherford Harrison Landover Houston Bridgeview Kansas City Santa Clara |
|                                    | Arlington Boston Carson Charlotte East Rutherford Harrison Landover Houston Bridgeview Kansas City Santa Clara | Arlington Boston Carson Charlotte East Rutherford Harrison Landover Houston Bridgeview Kansas City Santa Clara | Arlington Boston Carson Charlotte East Rutherford Harrison Landover Houston Bridgeview Kansas City Santa Clara | Arlington Boston Carson Charlotte East Rutherford Harrison Landover Houston Bridgeview Kansas City Santa Clara |
| Foxborough (Massachusetts area)    | Arlington (Texas area)                                                                                         | Carson (Califórnia area)                                                                                       | Harrison (Nova Jérsei area)                                                                                    | Bridgeview (Illinois area)                                                                                     |
| Gillette Stadium                   | Globe Life Park                                                                                                | Dignity Health Sports Park                                                                                     | Red Bull Arena                                                                                                 | Toyota Park |
| Capacidade: 65 878                 | Capacidade: 48 114                                                                                             | Capacidade: 27 000                                                                                             | Capacidade: 25 000                                                                                             | Capacidade: 20 000                                                                                             |
|                                    | | | | |

| Cardiff                   | Londres                   | Estocolmo          |
| ------------------------- | ------------------------- | ------------------ |
| Principality Stadium      | Tottenham Hotspur Stadium | Friends Arena      |
| Capacidade: 73 931        | Capacidade: 62 062        | Capacidade: 54 329 |
|                           |                           |                    |
| Londres Cardiff Estocolmo |                           |                    |

| Kallang            | Singapura Shanghai | Xangai                   |
| ------------------ | ------------------ | ------------------------ |
| National Stadium   | Singapura Shanghai | Hongkou Football Stadium |
| Capacidade: 55 000 | Singapura Shanghai | Capacidade: 35 000       |
|                    | Singapura Shanghai |                          |

## Partidas
A programação do jogo foi anunciada em 28 de março de 2019. Cada equipe jogará 3 partidas, num total de 18 partidas. 
| 16 de julho | Fiorentina               | 2 – 1     | Chivas Guadalajara | Toyota Park, Bridgeview                     |
| 20:00 CDT   | Simeone 27' · Sottil 52' | Relatório | 25' López          | Público: 10 062 Árbitro: USA Rubiel Vazquez |

| 17 de julho | Arsenal                     | 2 – 1     | Bayern de Munique | Dignity Health Sports Park, Carson       |
| 20:00 PDT   | Poznanski 49' · Nketiah 88' | Relatório | 71' Lewandowski   | Público: 26 704 Árbitro: USA Kevin Scott |

Audi Football Summit
| 20 de julho | Manchester United | 1 – 0     | Internazionale | National Stadium, Kallang                             |
| 19:30 SGT   | Greenwood 76'     | Relatório |                | Público: 52 897 Árbitro: SIN Letchman Gopala Krishnan |

| 20 de julho | Benfica                                      | 3 – 0     | Chivas Guadalajara | Levi's Stadium, Santa Clara                |
| 13:00 PDT   | De Tomás 4' · Rafa Silva 70' · Seferović 73' | Relatório |                    | Público: 15 724 Árbitro: USA Joe Dickerson |

| 20 de julho | Arsenal                        | 3 – 0     | Fiorentina | Bank of America Stadium, Charlotte              |
| 18:00 EDT   | Nketiah 15', 65' · Willock 89' | Relatório |            | Público: 34 902 Árbitro: USA Marcos de Oliveira |

| 20 de julho | Bayern de Munique                          | 3 – 1     | Real Madrid | NRG Stadium, Houston                      |
| 19:00 CDT   | Tolisso 15' · Lewandowski 67' · Gnabry 69' | Relatório | 83' Rodrygo | Público: 60 143 Árbitro: USA Ramy Touchan |

Audi Football Summit
| 21 de julho | Juventus                  | 2 – 3     | Tottenham                           | National Stadium, Kallang                   |
| 19:30 SGT   | Higuaín 56' · Ronaldo 60' | Relatório | 30' Lamela · 65' Lucas · 90+3' Kane | Público: 50 443 Árbitro: SIN Ahmad A'Qashah |

| 23 de julho | Real Madrid            | 2 – 2     | Arsenal                              | FedExField, Landover                      |
| 19:00 EDT   | Bale 56' · Asensio 59' | Relatório | 10' (pen) Lacazette · 24' Aubameyang | Público: 52 826 Árbitro: USA Timothy Ford |

|                           |       | Penalidades                      |  |
| Bale Isco Varane Vinícius | 3 – 2 | Nelson Xhaka Saka Monreal Burton |  |

| 23 de julho | Bayern de Munique | 1 – 0     | Milan | Children's Mercy Park, Kansas City         |
| 20:00 CDT   | Goretzka 45+3'    | Relatório |       | Público: 18 469 Árbitro: USA Allen Chapman |

| 23 de julho | Chivas Guadalajara | 0 – 0     | Atlético de Madrid | Globe Life Park, Arlington                    |
| 20:00 CDT   |                    | Relatório |                    | Público: 12 467 Árbitro: USA Baldomero Toledo |

|                                                 |       | Penalidades                                  |  |
| Ponce Briseño González Huerta Beltrán Cervantes | 4 – 5 | Correa Herrera Šaponjić Felipe Moya Sanabria |  |

| 24 de julho | Juventus    | 1 – 1     | Internazionale | Nanjing Olympic Sports Centre, Nanjing |
| 19:30 CST   | Ronaldo 68' | Relatório | 10' De Ligt    | Público: 48 646 Árbitro: CHN Zhang Lei |

|                                                 |       | Penalidades                                            |  |
| Cancelo Ronaldo Can Rabiot Bernardeschi Demiral | 4 – 3 | Ranocchia Pușcaș Longo João Mário Barella Borja Valero |  |

| 24 de julho | Fiorentina   | 1 – 2     | Benfica                   | Red Bull Arena, Harrison                   |
| 20:00 EDT   | Vlahović 29' | Relatório | 9' Seferović · 90+3' Caio | Público: 12 141 Árbitro: USA Robert Sibiga |

| 25 de julho | Tottenham | 1 – 2     | Manchester United       | Hongkou Football Stadium, Xangai |
| 19:30 CST   | Lucas 65' | Relatório | 21' Martial · 80' Gomes | Árbitro: CHN Kun Ai              |

| 26 de julho | Real Madrid                                   | 3 – 7     | Atlético de Madrid                                                               | MetLife Stadium, East Rutherford       |
| 19:30 EDT   | Nacho 59' · Benzema 85' (pen) · Hernández 89' | Relatório | 1', 28', 45' (pen), 51' Diego Costa · 8' João Félix · 19' Á. Correa · 70' Vitolo | Público: 57 714 Árbitro: USA Ted Unkel |

| 28 de julho | Milan | 0 – 1     | Benfica     | Gillette Stadium, Foxborough              |
| 15:00 EDT   |       | Relatório | 70' Taarabt | Público: 27 565 Árbitro: USA Sorin Stoica |

| 3 de agosto | Manchester United          | 2 – 2     | Milan                   | Principality Stadium, Cardiff              |
| 17:30 BST   | Rashford 14' · Lingard 72' | Relatório | 26' Suso · 60' Lindelöf | Público: 65 892 Árbitro: WAL Iwan Griffith |

|                                     |       | Penalidades                                        |  |
| Lingard Young Greenwood Gomes James | 5 – 4 | Çalhanoğlu Bonaventura Silva Krunić Daniel Maldini |  |

| 4 de agosto | Tottenham      | 1 – 1     | Internazionale | Tottenham Hotspur Stadium, Londres          |
| 15:00 BST   | Lucas Moura 3' | Relatório | Sensi 36'      | Público: 58 905 Árbitro: ENG Andre Marriner |

|                                        |       | Penalidades                                  |  |
| Eriksen Son Nkoudou Alderweireld Skipp | 3 – 4 | Pușcaș Ranocchia Dimarco Politano João Mário |  |

| 10 de agosto | Atlético de Madrid    | 2 – 1     | Juventus    | Friends Arena, Estocolmo                    |
| 18:00 CEST   | Félix 24' · Félix 33' | Relatório | 29' Khedira | Público: 49 752 Árbitro: SWE Andreas Ekberg |

## Classificação
As 12 equipes serão classificadas com base nos resultados de seus três jogos, com a equipe de melhor classificação sendo campeã.
| Pos. | Equipe             | Pts | J | V | VP | DP | D | GP | GC | SG | Situação |
| ---- | ------------------ | --- | - | - | -- | -- | - | -- | -- | -- | -------- |
| 1    | Benfica            | 9   | 3 | 3 | 0  | 0  | 0 | 6  | 1  | +5 | Campeão  |
| 2    | Atlético de Madrid | 8   | 3 | 2 | 1  | 0  | 0 | 9  | 4  | +5 |          |
| 3    | Manchester United  | 8   | 3 | 1 | 1  | 0  | 0 | 5  | 3  | +2 |          |
| 4    | Arsenal            | 7   | 3 | 2 | 0  | 1  | 0 | 7  | 3  | +4 |          |
| 5    | Bayern de Munique  | 6   | 3 | 2 | 0  | 0  | 1 | 5  | 3  | +2 |          |
| 6    | Tottenham          | 4   | 3 | 1 | 0  | 1  | 1 | 5  | 5  | 0  |          |
| 7    | Internazionale     | 3   | 3 | 0 | 1  | 1  | 1 | 2  | 3  | –1 |          |
| 8    | Fiorentina         | 3   | 3 | 1 | 0  | 0  | 2 | 3  | 6  | –3 |          |
| 9    | Juventus           | 2   | 3 | 0 | 1  | 0  | 2 | 4  | 6  | –2 |          |
| 10   | Real Madrid        | 2   | 3 | 0 | 1  | 0  | 2 | 6  | 12 | –6 |          |
| 11   | Milan              | 1   | 3 | 0 | 0  | 1  | 2 | 2  | 4  | –2 |          |
| 12   | Chivas Guadalajara | 1   | 3 | 0 | 0  | 1  | 2 | 1  | 5  | -4 |          |

## Estatísticas
- Atualizado em 10 de agosto de 2019[22]

| Pos. | Jogador            | Equipe(s)          | Gols |
| ---- | ------------------ | ------------------ | ---- |
| 1º   | Diego Costa        | Atlético de Madrid | 4    |
| 2º   | Eddie Nketiah      | Arsenal            | 3    |
| 2º   | Lucas Moura        | Tottenham          | 3    |
| 4º   | Haris Seferović    | Benfica            | 2    |
| 4º   | Robert Lewandowski | Bayern de Munique  | 2    |
| 4º   | Cristiano Ronaldo  | Juventus           | 2    |

| Pos. | Jogador             | Equipe(s)          | Assist. |
| ---- | ------------------- | ------------------ | ------- |
| 1º   | Alexandre Lacazette | Arsenal            | 3       |
| 2º   | Saúl Ñíguez         | Atlético de Madrid | 2       |
| 2º   | João Félix          | Atlético de Madrid | 2       |

## Transmissão no Brasil
A International Champions Cup será transmitida no Brasil pelo canal Fox Sports e ,  RecordTV
,  Rede Família além da Record News e PlayPlus